# Henry Betterton, 1. Baron Rushcliffe

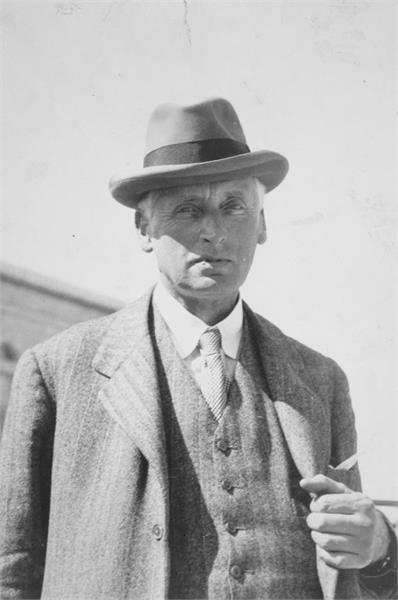
Henry Betterton, 1. Baron Rushcliffe (1929)

Henry Bucknall Betterton, 1. Baron Rushcliffe, GBE, PC (* 15. August 1872; † 18. November 1949) war ein britischer Politiker der Conservative Party. Er war von 1918 bis 1934 Abgeordneter des House of Commons, von 1931 bis 1934 Arbeitsminister und ab 1935 Mitglied des House of Lords.

## Leben

### Rechtsanwalt, Unterhausabgeordneter und Parlamentarischer Staatssekretär
Henry Bucknall Betterton, Sohn von Henry Inman Betterton und Agnes Bucknall, begann nach dem Besuch der renommierten Rugby School zunächst ein grundständiges Studium am Christ Church der University of Oxford, welches er 1893 mit einem Bachelor of Arts (B.A.) beendete. Nach einem darauf folgenden Studium der Rechtswissenschaften erhielt er 1896 seine anwaltliche Zulassung als Barrister der Anwaltskammer (Inns of Court von Inner Temple). Im Anschluss war er als Rechtsanwalt tätig. Während des Ersten Weltkrieges war er Verbindungsbeamter zwischen dem Nachrichtendienst für Kriegshandel (War Trade Intelligence Department) und der Admiralität, dem Kriegsministerium und dem Munitionsministerium und wurde für seine Verdienste am 4. Januar 1918 als Officer des Order of the British Empire (OBE) ausgezeichnet.
Bei der Unterhauswahl am 14. Dezember 1918 wurde er für die Conservative Party im Wahlkreis Rushcliffe erstmals zum Abgeordneten des Unterhauses (House of Commons) gewählt. Bei den darauf folgenden Unterhauswahlen am 15. November 1922, am 6. Dezember 1923, am 29. Oktober 1924, am 30. Mai 1929 sowie am 27. Oktober 1931 wurde er jeweils in diesem Wahlkreis wiedergewählt und gehörte dem Unterhaus damit bis zu seinem Mandatsverzicht 1934 an.
Für seine weiteren Verdienste als Mitglied des Beratungsgremiums und Verbindungsbeamter des Nachrichtendienstes für Kriegshandel wurde er am 30. März 1920 zum Commander des Order of the British Empire (CBE) erhoben. Er fungierte zwischen 1923 und 1924 sowie erneut von November 1924 bis Juni 1929 in den Regierungen der konservativen Partei jeweils als Parlamentarischer Staatssekretär im Arbeitsministerium (Parliamentary Secretary to the Minister of Labour).

### Baronet und Arbeitsminister
Betterton wurde am 30. Juli 1929 in der Baronetage of the United Kingdom der erbliche Adelstitel Baronet, of Blackfordby in the County of Leicester, verliehen.
Am 5. Oktober 1931 wurde er im vierten Kabinett MacDonald, der sogenannten „zweiten Nationalen Regierung“, Arbeitsminister (Minister of Labour). Dieses Amt hatte er bis zum 29. Juni 1934 inne und wurde daraufhin von Oliver Stanley abgelöst. Zugleich wurde er am 9. November 1931 Mitglied des Geheimen Kronrates (Privy Council). Nach seinem Ausscheiden aus dem Unterhaus wurde er am 5. Juli 1934 Vorsitzender des neu geschaffenen Amtes für Arbeitslosenhilfe (Unemployment Assistance Board), während Ralph Assheton sein Nachfolger als Unterhausabgeordneter für den Wahlkreis Rushcliffe wurde.

### Oberhausmitglied, Ehe und Nachkommen

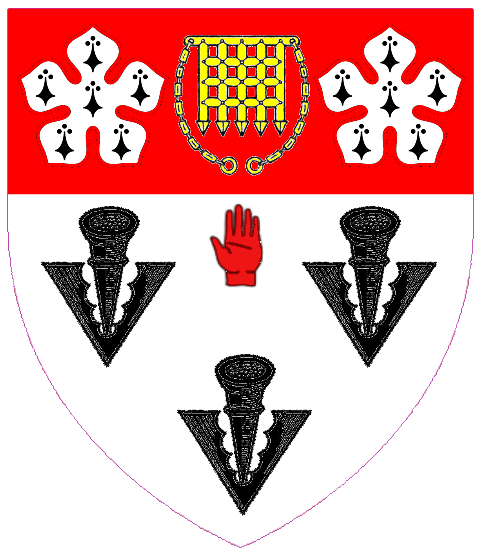
Wappen des Baron Rushcliffe

Am 24. Januar 1935 wurde Betterton als Baron Rushcliffe, of Blackfordby in the County of Leicester, zum erblichen Peer erhoben, wodurch er bis zu seinem Tod am 18. November 1949 auch Mitglied des Oberhauses (House of Lords) war. Für seine langjährigen Verdienste wurde er zudem am 12. Juni 1941 auch zum Knight Grand Cross des Order of the British Empire (GBE) erhoben.
Henry Betterton war zweimal verheiratet. Am 19. Dezember 1912 heiratete er in erster Ehe Violet Constance Bertha Gilliat (1876–1947), Tochter von John Saunders Gilliat, der zwischen 1883 und 1885 Gouverneur der Bank of England sowie von 1886 bis 1900 ebenfalls Unterhausabgeordneter war, und dessen Ehefrau Louisa Ann Fanny Babington. Aus dieser Ehe gingen die beiden Töchter Averil Diana Betterton (1914–2005) und Claudia Violet Betterton (1917–2009) hervor. Am 24. April 1948 heiratete er in zweiter Ehe Inez Alfreda Lubbock, Tochter von Alfred Lubbock und Louisa Wallroth. Diese Ehe blieb kinderlos. Da er ohne männlichen Nachkommen verstarb, erloschen mit seinem Tode am 18. November 1949 seine Adelstitel.